# Thống Nhất
Thống Nhất là một huyện trung du nằm ở trung tâm tỉnh Đồng Nai, Việt Nam.

## Địa lý
Huyện Thống Nhất được thành lập theo Nghị định số 97/2003/NĐ-CP ngày 21 tháng 8 năm 2003 của Chính phủ và chính thức đi vào hoạt động kể từ ngày 01/01/2004. Trung tâm huyện cách thành phố Biên Hòa 35km về phía Bắc. Tổng diện tích tự nhiên của huyện là 247,2 km2 (chiếm 4,2% diện tích tự nhiên toàn tỉnh).
Huyện Thống Nhất nằm ở trung tâm tỉnh Đồng Nai, có vị trí địa lý:
- Phía bắc giáp huyện Định Quán
- Phía đông giáp thành phố Long Khánh
- Phía nam giáp huyện Long Thành và huyện Cẩm Mỹ
- Phía tây giáp huyện Trảng Bom.

## Hành chính
Huyện Thống Nhất có 10 đơn vị hành chính cấp xã trực thuộc, bao gồm thị trấn Dầu Giây (huyện lỵ) và 9 xã: Bàu Hàm 2, Gia Tân 1, Gia Tân 2, Gia Tân 3, Gia Kiệm, Hưng Lộc, Lộ 25, Quang Trung, Xuân Thiện.

## Lịch sử
Thời Việt Nam Cộng Hòa, vùng đất hai huyện Thống Nhất và Trảng Bom ngày nay thuộc phạm vi ba quận Đức Tu (tỉnh Biên Hòa), Xuân Lộc và Kiệm Tân (tỉnh Long Khánh), gồm các xã: Hố Nai, Trảng Bom (quận Đức Tu), Dầu Giây, Hưng Lộc (quận Xuân Lộc), Gia Kiệm, Gia Tân, Bến Nôm (quận Kiệm Tân).
Về phía chính quyền cách mạng, địa bàn huyện Thống Nhất thuộc các huyện Vĩnh Cửu (tỉnh Biên Hòa) và Xuân Lộc (tỉnh Bà Rịa - Long Khánh). Tháng 10 năm 1973, huyện 21 được thành lập, gồm các xã nằm dọc Quốc lộ 1 và Quốc lộ 20: Hố Nai, Trảng Bom 1, Trảng Bom 2, Bàu Hàm 1, Bàu Hàm 2, Cây Gáo, Hưng Lộc, Gia Tân, Gia Kiệm, Võ Dõng, Túc Trưng. Sau đó, huyện 21 được đổi tên thành huyện Thống Nhất.

### Từ năm 1976 đến nay
Từ năm 1976, huyện Thống Nhất thuộc tỉnh Đồng Nai, gồm 16 xã: An Viễn, Bàu Hàm 1, Bàu Hàm 2, Cây Gáo, Đồi 61, Gia Kiệm, Gia Tân, Giang Điền, Hố Nai 1, Hố Nai 2, Hố Nai 3, Hố Nai 4, Hưng Lộc, Lộ 25, Trảng Bom 1, Trảng Bom 2.
Ngày 23 tháng 12 năm 1978, chuyển 2 xã Hố Nai 1 (nay là phường Hố Nai) và Hố Nai 2 (nay là 2 phường Tân Biên và Tân Hòa) về thành phố Biên Hòa quản lý. Huyện Thống Nhất còn lại 14 xã: An Viễn, Bàu Hàm 1, Bàu Hàm 2, Cây Gáo, Đồi 61, Gia Kiệm, Gia Tân, Giang Điền, Hố Nai 3, Hố Nai 4, Hưng Lộc, Lộ 25, Trảng Bom 1, Trảng Bom 2.
Ngày 8 tháng 12 năm 1982, chia xã Gia Tân thành 3 xã: Gia Tân 1, Gia Tân 2, Gia Tân 3; chia xã Gia Kiệm thành 2 xã: Gia Kiệm và Quang Trung.
Ngày 29 tháng 8 năm 1994, chia xã Trảng Bom 1 thành thị trấn Trảng Bom và xã Sông Trầu; chia xã Trảng Bom 2 thành 3 xã: Đông Hòa, Tây Hòa, Trung Hòa; chia xã Hố Nai 4 thành 3 xã: Bắc Sơn, Bình Minh, Quảng Tiến; chia xã Hưng Lộc thành 2 xã: Hưng Lộc và Hưng Thịnh; chia xã Bàu Hàm 1 thành 2 xã: Bàu Hàm và Sông Thao; chia xã Cây Gáo thành 2 xã: Cây Gáo và Thanh Bình.
Đến cuối năm 2002, huyện Thống Nhất gồm 25 đơn vị hành chính cấp xã, bao gồm: thị trấn Trảng Bom và 24 xã: An Viễn, Bắc Sơn, Bàu Hàm, Bàu Hàm 2, Bình Minh, Cây Gáo, Đồi 61, Đông Hòa, Gia Kiệm, Gia Tân 1, Gia Tân 2, Gia Tân 3, Giang Điền, Hố Nai 3, Hưng Lộc, Hưng Thịnh, Lộ 25, Quảng Tiến, Quang Trung, Sông Thao, Sông Trầu, Tây Hòa, Thanh Bình, Trung Hòa.
Ngày 21 tháng 8 năm 2003, Chính phủ ban hành Nghị định số 97/2003/NĐ-CP. Theo đó, thành lập huyện Trảng Bom trên cơ sở tách thị trấn Trảng Bom và 16 xã: Hố Nai 3, Bắc Sơn, Bình Minh, Quảng Tiến, Sông Trầu, Tây Hòa, Trung Hòa, Đông Hòa, Hưng Thịnh, Sông Thao, Bàu Hàm, Giang Điền, An Viễn, Đồi 61, Cây Gáo, Thanh Bình thuộc huyện Thống Nhất; đồng thời sáp nhập 2 xã Xuân Thiện và Xuân Thạnh của huyện Long Khánh vừa giải thể vào huyện Thống Nhất.
Sau khi điều chỉnh địa giới hành chính, huyện Thống Nhất có 10 xã: Bàu Hàm 2, Gia Tân 1, Gia Tân 2, Gia Tân 3, Gia Kiệm, Hưng Lộc, Lộ 25, Quang Trung, Xuân Thạnh, Xuân Thiện. Trung tâm hành chính mới của huyện đóng tại xã Xuân Thạnh.
Ngày 10 tháng 5 năm 2019, Ủy ban Thường vụ Quốc hội ban hành Nghị quyết số 694/NQ-UBTVQH14 (nghị quyết có hiệu lực từ ngày 1 tháng 7 năm 2019). Theo đó, điều chỉnh địa giới hành chính 4 xã: Bàu Hàm 2, Hưng Lộc, Quang Trung, Xuân Thạnh và thành lập thị trấn Dầu Giây, thị trấn huyện lỵ huyện Thống Nhất trên cơ sở toàn bộ diện tích tự nhiên và dân số của xã Xuân Thạnh sau khi điều chỉnh địa giới hành chính. Huyện Thống Nhất có 1 thị trấn và 9 xã như hiện nay.

## Giao thông
Hệ thống giao thông chính của huyện là đường bộ và đường sắt. Các tuyến đường bộ trên địa bàn huyện gồm có các tuyến đường quốc lộ, tỉnh lộ, đường huyện và hệ thống đường giao thông thông nông thôn các xã.
Về quốc lộ có 2 tuyến chính là Quốc lộ 1 và Quốc lộ 20 đi qua với chiều dài 25,5 km, kết cấu đường bê tông nhựa. Hai tuyến quốc lộ giao cắt nhau tại ngã tư Dầu Giây. Tỉnh lộ có 3 tuyến với tộng chiều dài 29,1 km các tuyến đường đã được nâng cấp lên đường nhựa.
Hệ thống đường huyện quản lý gồm có tuyến chính, tổng chiều dài 79,7 km, lộ giới 32 m. Hiện nay 100% là đường tráng bê tông nhựa rộng từ 5-7m.
Hệ thống đường xã: Hiện trạng trên địa bàn các xã có trên 152 tuyến tổng chiều dài hơn 320 km đường giao thông nông thôn nội ô liên ấp thuộc các xã quản lý, trong đó 20,91% tráng hoặc bê tông xi măng. Nhìn chung chất lượng chưa đảm bảo nhu cầu đi lại, lưu thông và vận chuyển hàng hoá của địa phương. Mặt đường rộng từ 3-5 mét chủ yếu là đường đất, đường cấp phối sỏi đỏ. Nhờ có chương trình đầu tư của chương trình 135 đối với các xã đặc biệt khó khăn nên các tuyến đường liên ấp của 2 xã Xuân Thạnh và Xuân Thiện đã cơ bản được nhựa hoá.
Đây cũng là địa phương có hai tuyến đường cao tốc Phan Thiết – Dầu Giây và đường cao tốc Thành phố Hồ Chí Minh – Long Thành – Dầu Giây đi qua.

## Kinh tế - xã hội
Khí hậu và đất đai của huyện thuận lợi cho phát triển các loại cây ăn quả, cây công nghiệp ngắn ngày và dài ngày như: đậu nành, thuốc lá, cà phê, cao su,...
Có điều kiện phát triển cơ sở hạ tầng kỹ thuật: điện, nước, giao thông,... (có Quốc lộ 1, Quốc lộ 20, đường cao tốc Dầu Giây – Long Thành – TP Hồ Chí Minh và tuyến đường sắt đi qua), có sức thu hút đầu tư từ bên ngoài. Trong tương lai sẽ có tuyến đường cao tốc Dầu Giây – Đà Lạt đi qua (là tuyến đường huyết mạch trên trục giao thông Bắc - Nam, vùng Tây Nguyên và các vùng kinh tế trọng điểm trong khu vực).
Có điều kiện phát triển mạnh mẽ trên cả ba lĩnh vực: nông nghiệp, công nghiệp-tiểu thủ công nghiệp và dịch vụ.
Huyện Thống Nhất là nơi có nhiều người công giáo cư ngụ, nhiều tín đồ tôn giáo sống ở Bàu Hàm, Gia Kiệm,...
Hiện nay huyện Thống Nhất đang triển khai đầu tư xây dựng khu đô thị Dầu Giây Center City nằm trên địa bàn thị trấn Dầu Giây.
Hệ thống điện: Hệ thống lưới điện của huyện hiện tại được cấp từ 3 chi nhánh điện lực đó là: Điện lực Thống Nhất, điện lực Long Khánh và điện lực Định Quán. Lưới điện 22-15kV trên địa bàn huyện được xây dựng và cải tạo từ những năm gần đây và sử dụng bằng loại dây AC-20 do ngành điện đầu tư theo tiêu chuẩn quốc gia. Tuy nhiên, các tuyến trung thế chủ yếu tập trung theo các tuyến trục đường chính, một số tuyến đường xương cá ít dân cư và vùng sản xuất nông nghiệp còn chưa được phủ lưới điện trung thế. Do đó, năng lượng phục vụ cho sản xuất nông nghiệp, vùng cây ăn trái vẫn phải sử dụng nhiều nguồn năng lượng cung cấp từ máy phát của hộ gia đình,... Hệ thống chiếu sáng công cộng đã được lắp đặt tại khu tập trung đông dân cư dọc quốc lộ 20 và khu vực ngã ba Dầu Giây dọc Quốc lộ 1. Cụ thể đoạn Quốc lộ 20 có bóng đèn cao áp 250W, trụ bê tông lưới thép từ trung tâm xã Quang trung đến hết địa bàn xã Gia Tân 1 và Gia Tân 2. Khu vực ngã tư Dầu Giây có bóng cao áp 250W bằng trụ điện ngầm.